# 校園歌曲
校園歌曲（こうえんかきょく、中国語: 校园歌曲）は「校園民謡」（キャンパス・フォークソング）、「校園民歌」（キャンパス・ポピュラーソング）とも呼ばれ、1970年代ごろから台湾で作詞・作曲されて学生・若者を中心に通常ギター伴奏で歌われる中国語歌曲のことで、日常の身近な事柄を内容としている。1990年代には下火になったが、後に中国大陸でも歌われるようになり、またそこでも作詞・作曲されて、いまでも中国語使用地域で一般大衆に広く歌われていて、歌謡大会やカラオケでもよく出てくる。　

## 代表的な歌
代表的な校園歌曲には、次のようなものがある。 
- 潘安邦（Pan Anbang）『外婆的澎湖湾』（おばさんの澎湖湾。自作、1980年）
- 水木年華（Shuimu Nianhua）グループ『一生有你』（一生あなたがいる。自作、2001年）